# Terri Gibbs
Teresa Fay Gibbs (Miami, 15 giugno 1954) è una cantante statunitense.

## Biografia
Affetta da cecità da poco dopo la nascita, nel corso della sua carriera Terri Gibbs ha accumulato cinque ingressi nella Top Country Album (tra cui una top ten) e tredici nella Hot Country Songs. Nell'ambito dei Country Music Association Awards è stata la prima vincitrice dell'Horizon Award e ha inoltre ricevuto due candidature ai Grammy Award, una nel 1981 e una nel 1987.

## Discografia

### Album in studio
- 1981 – Somebody's Knockin
- 1981 – I'm a Lady
- 1982 – Some Days It Rains All Night Long
- 1983 – Over Easy
- 1985 – Old Friends
- 1987 – Turn Around
- 1988 – Comfort the People
- 1990 – What a Great Day
- 2002 – No Doubt About It
- 2010 – Your Grace Still Amazes Me
- 2017 – Sum It All Up

### Raccolte
- 1985 – The Best of Terri Gibbs
- 2014 – The Best of Terri Gibbs

### Singoli
- 1980 – Somebody's Knockin'
- 1981 – Rich Man
- 1981 – I Wanna Be Around
- 1981 – Mis'ry River
- 1982 – Ashes to Ashes
- 1982 – Some Days It Rains All Night Long
- 1983 – Baby I'm Gone
- 1983 – Anybody Else's Heart but Mine
- 1983 – Tell Mama
- 1985 – A Few Good Men
- 1985 – Rockin' in a Brand New Cradle
- 1985 – Someone Must Be Missing You Tonight
- 1987 – Turn Around
- 1991 – One to Grow On